# جون ميكي
جون ميكي (باليابانية: 三木淳؛ بالكانا: みき じゅん) هو مصور ياباني، ولد في 14 سبتمبر 1919 في أوكاياما في اليابان، وتوفي في 22 فبراير 1992 في طوكيو في اليابان.